# Florence Kelley
Florence Moltrop Kelley (ur. 12 września 1859 w Filadelfii, zm. 17 lutego 1932 tamże) – amerykańska reformatorka społeczna, polityczka. Aktywnie działała przeciwko fabrykom wyzyskującym pracowników (ang. sweatshop) i na rzecz płacy minimalnej, ośmiogodzinnego dnia pracy oraz praw dzieci.

## Życiorys

### Młodość i edukacja
Urodziła się jako córka Williama D. Kelleya i Caroline Bartram Bonsall. Jej ojciec był abolicjonistą, jednym z założycieli Partii Republikańskiej, sędzią i wieloletnim członkiem Izby Reprezentantów Stanów Zjednoczonych.
Na Kelley największy wpływ miał jej ojciec, co sama stwierdziła: „Zawdzięczam mu wszystko, czego kiedykolwiek byłem w stanie się nauczyć”. Przez wszystkie jej wczesne lata czytał jej książki, w których pojawiały się wątki o pracy dzieci. Nawet w wieku 10 lat ojciec uczył ją o swojej pracy.
W 1882 rozpoczęła naukę na Uniwersytecie Cornell, gdzie należała do Phi Beta Kappa Society. Napisała pracę magisterską na temat dzieci z ubogich rodzin. Temat został zainspirowany naukami jej ojca. Była jedną z pierwszych kobiet, które ukończyły Cornell.
Chociaż Kelley pragnęła studiować prawo na Uniwersytecie Pensylwanii, odmówiono jej przyjęcia ze względu na płeć. W międzyczasie uczęszczała na zajęcia wieczorowe w New Century Guild for Working Women. Później uczyła się na Uniwersytecie w Zurychu, pierwszym europejskim uniwersytecie przyznający stopnie naukowe kobietom, i dołączyła do grupy studentów opowiadających się za socjalizmem.
W 1894 uzyskała również tytuł magistra prawa w Northwestern University School of Law. Dzięki temu mogła założyć szkołę dla pracujących dziewcząt w Pensylwanii.

### Życie zawodowe i działalność społeczna

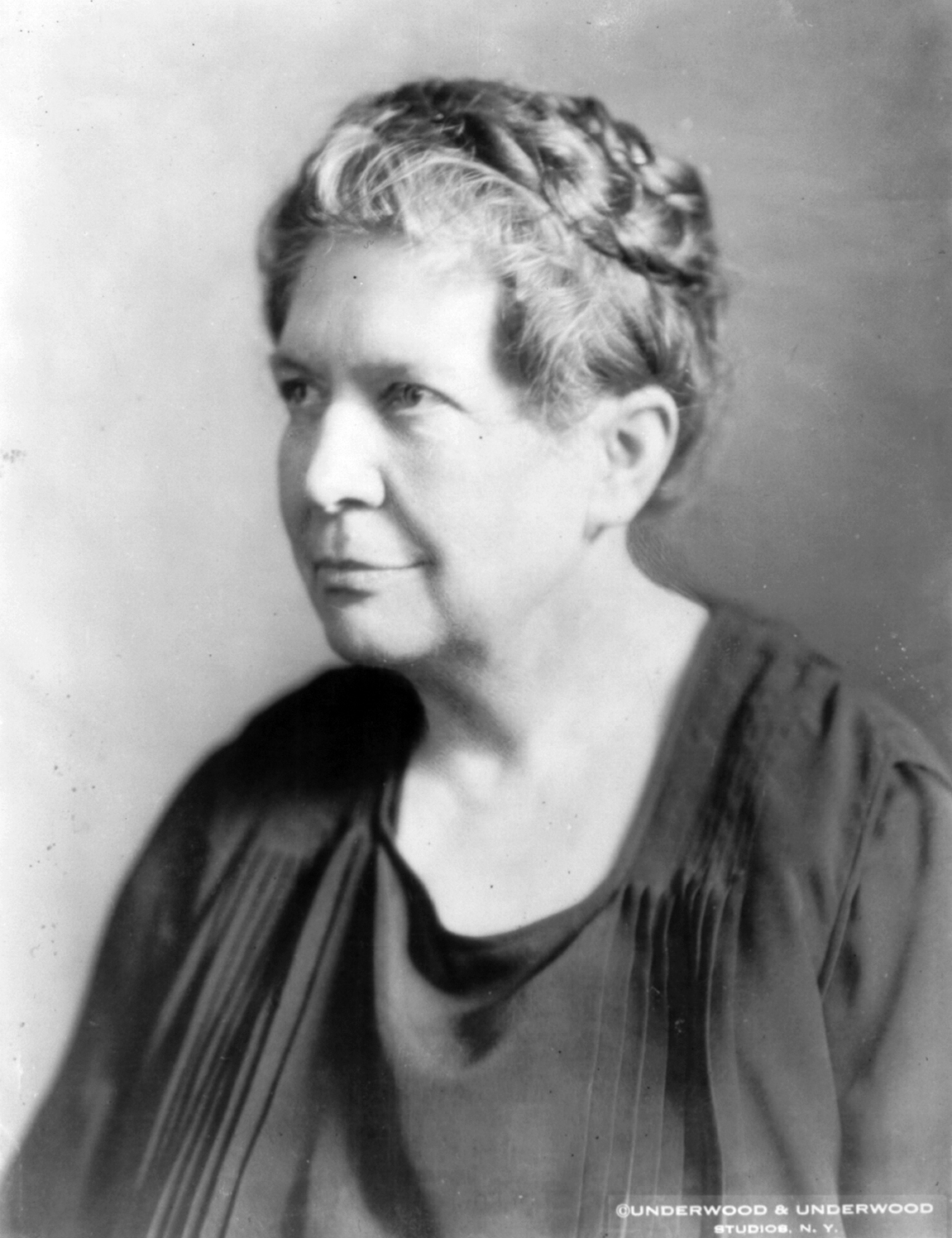
Florence Kelley w 1925

Była członkinią Intercollegiate Socialist Society, działaczką na rzecz praw wyborczych kobiet i praw obywatelskich Afroamerykanów. Była zwolenniczką Karola Marksa i znajomą Fryderyka Engelsa. Jej tłumaczenie z 1885 dzieła Położenie klasy robotniczej w Anglii na język angielski zostało opublikowane za zgodą Engelsa w 1887 pod jej nazwiskiem po mężu „Mrs. F. Kelley Wischnewetzky” i jest używane do dziś. W 1889 opublikowała broszurę Our Toiling Children.
Po studiach pomagała w założeniu oddziału New Century Guild w Filadelfii, wraz z Gabrielle D. Clements i pod przewodnictwem Elizy Sproat Turner. Szkoła prowadziła zajęcia i programy mające na celu pomóc pracującym kobietom. Sama Kelley uczyła tam zajęć wieczorowych.
W latach 1891-1899 należała do Hull House. Zapewniło jej to sieć kontaktów z innymi organizacjami społecznymi i możliwość dążenia do promowania praw pracujących kobiet i dzieci. Podczas pobytu w Hull House, Kelley nawiązała więź z Jane Addams i Julią Lathrop, które pracowały razem jako główne reformatorki ruchu pracowniczego. Wszystkie trzy kobiety pochodziły z wyższej klasy średniej i miały aktywnych politycznie ojców. Zaprzyjaźniła się również z Grace i Edith Abbott, a także z Alice Hamilton, zawodową lekarką specjalizującą się w zapobieganiu chorobom zawodowym. Kelley współpracowała z Chicago Women's Club pod patronatem Jane Addams, zakładając Biuro Pracy Kobiet w Hull House. Jako organizacja, Hull House zapewniło jej możliwość ominięcia organizacji męskich w celu kontynuowania aktywizmu społecznego na rzecz kobiet, którym w tamtym czasie odmawiano udziału w formalnej polityce. Uważa się, że zapoczątkowała ruch feminizmu na rzecz sprawiedliwości społecznej.
Kelley wspierała lub kierowała wieloma organizacjami społecznymi, m.in.: National Child Labor Committee, National Consumers League, National Conference of Social Workers, Amerykańskie Towarzystwo Socjologiczne, National American Woman Suffrage Association, NAACP, Międzynarodowa Liga Kobiet na rzecz Pokoju i Wolności, Intercollegiate Socialist Society.
Na prośbę Williama English Wallinga i Mary White Ovington Kelley została członkiem założycielem NAACP. Jako członek zarządu należała do komisji ds. nominacji, budżetu, federalnej pomocy dla edukacji, przeciwdziałania linczom i nierówności wydatków na fundusze szkolne. Według W.E.B. Du Bois, Kelley była dobrze znana z zadawania konkretnych pytań w celu znalezienia sposobu działania.
Po premierze Narodziny narodu Kelley i inni liderzy NAACP demonstrowali w wielu miastach przeciwko filmowi, który przedstawiał rasistowską interpretację historii osób czarnoskórych w Stanach Zjednoczonych. W 1923 Kelley walczyła o przyjęcie Krajowego Stowarzyszenia Kobiet Kolorowych jako członków Wspólnego Komitetu Kongresowego Kobiet, który powstał w 1920. Udało jej się to w styczniu 1924.
Od 1899 do 1926 mieszkała w domu osiedlowym Henry Street w Nowym Jorku. Stamtąd pełniła funkcję Sekretarza Generalnego National Consumers League, która sprzeciwiała się wyzyskowi pracowników. Wykorzystała swoje kierownictwo do podniesienia świadomości społecznej i uchwalenia ustawodawstwa stanowego w celu ochrony pracowników, przede wszystkim kobiet i dzieci. Consumers' League ustanowiła Kodeks Norm, który służył do podnoszenia płac, skracania godzin pracy i wymagał minimalnej liczby urządzeń sanitarnych. Kelley wykorzystała NCL do zajęcia się własnymi politykami, takimi jak lokalne godziny pracy i płace kobiet, poprzez zbieranie danych i aktywizm. Kelley była również mentorką młodszych aktywistów, takich jak Mary van Kleeck, która krótko pracowała dla Consumers League.
Dzięki jej staraniom powstało 64 oddziałów Ligi Konsumentów. Często występowała jako przedstawicielka w kontaktach z ustawodawcami stanowymi i rozszerzała sieć NCL poprzez kluby kobiece. Aktywnie działała na rzecz ośmiogodzinnego dnia pracy. W 1907 zaangażowała się w sprawę Sądu Najwyższego Muller v. Oregon, będącą próbą uchylenia ograniczeń dotyczących godzin, w których kobiety mogły pracować w zawodach niestwarzających zagrożenia.
Lobbowała w Kongresie Stanów Zjednoczonych za uchwaleniem ustawy Keating-Owen Child Labor Act z 1916, która zakazała sprzedaży produktów wytwarzanych w fabrykach zatrudniających dzieci w wieku do trzynastu lat. W 1919 była członkinią-założycielką Międzynarodowej Ligi Kobiet na rzecz Pokoju i Wolności i przez kilka lat pełniła funkcję wiceprezes National American Woman Suffrage Association.

## Śmierć i pogrzeb
Zmarła 17 lutego 1932 w dzielnicy Germantown w Filadelfii. Została pochowana na cmentarzu Laurel Hill w Filadelfii.

## Wybrane publikacje
- The Need of Theoretical Preparation for Philanthropic Work (1887)
- Our Toiling Children (1889)
- The responsibility of the consumer (1908)
- The Present Status of Minimum Wage Legislation (1913)
- Modern Industry: in relation to the family, health, education, morality (1914)
- Women in Industry: the Eight Hours Day and Rest at Night, upheld by the United States Supreme Court (1916)
- Twenty Questions about the Federal Amendment Proposed by the National Woman's Party (1922)
- Notes of Sixty Years: The Autobiography of Florence Kelley (1986)